# Dysdera portisancti
Dysdera portisancti este o specie de păianjeni din genul Dysdera, familia Dysderidae, descrisă de Wunderlich, 1995.
Este endemică în Madeira. Conform Catalogue of Life specia Dysdera portisancti nu are subspecii cunoscute.